# Palais Lobkowicz
Le palais Lobkowicz, autrefois aussi appelé palais de Kvasejovic est un bâtiment baroque situé dans le quartier historique de Mala Strana, à Prague. L'ensemble, ainsi que le jardin Lobkowicz, est protégé en tant que monument culturel de la République tchèque. Le palais a été construit selon les plans du célèbre architecte baroque tchèque d'origine italienne Giovanni Battista Alliprandi.

## Histoire
Le palais baroque a été construit après 1702 et ses jardins aménagés par le comte Přehořovský de Kvasejovic, qui, cependant, en raison de ses dettes, le vend bientôt.
La façade sur la rue présente une longue façade presque rectiligne, alors que celle sur le jardin, toute en courbes, présente un avant-corps central convexe et deux ailes concaves. Une grille ornée de sculptures la sépare des jardins.
En 1717, le palais et ses jardins passent au comte Franz Karl de Kolowrat-Liebsteinsky.
En 1753, il entre dans la famille Lobkowicz, qui le conserve durant plus d'un siècle et demi. A cette époque, il accueille des concerts de Ludwig van Beethoven et Carl Maria von Weber.
En 1790 les jardins de style baroque sont transformés en parc à l'anglaise.
En 1927, les Lobkowicz vendent le bâtiment à l’État tchécoslovaque, qui l’acheta pour les besoins du ministère de l’Éducation Nationale. Plus tard, ce fut le siège du bureau des monuments, de l’Institut slave, de l’Institut d’archéologie, de l’Institut oriental, de l’Académie Masaryk du travail.
Après la prise du pouvoir par les communistes en février 1948, l’ambassade de Chine s’y installe.
Depuis 1974, le palais est le siège de l'ambassade de l'Allemagne de l'Ouest, puis de l'ambassade de l'Allemagne réunifiée à Prague.

### Événements de 1989

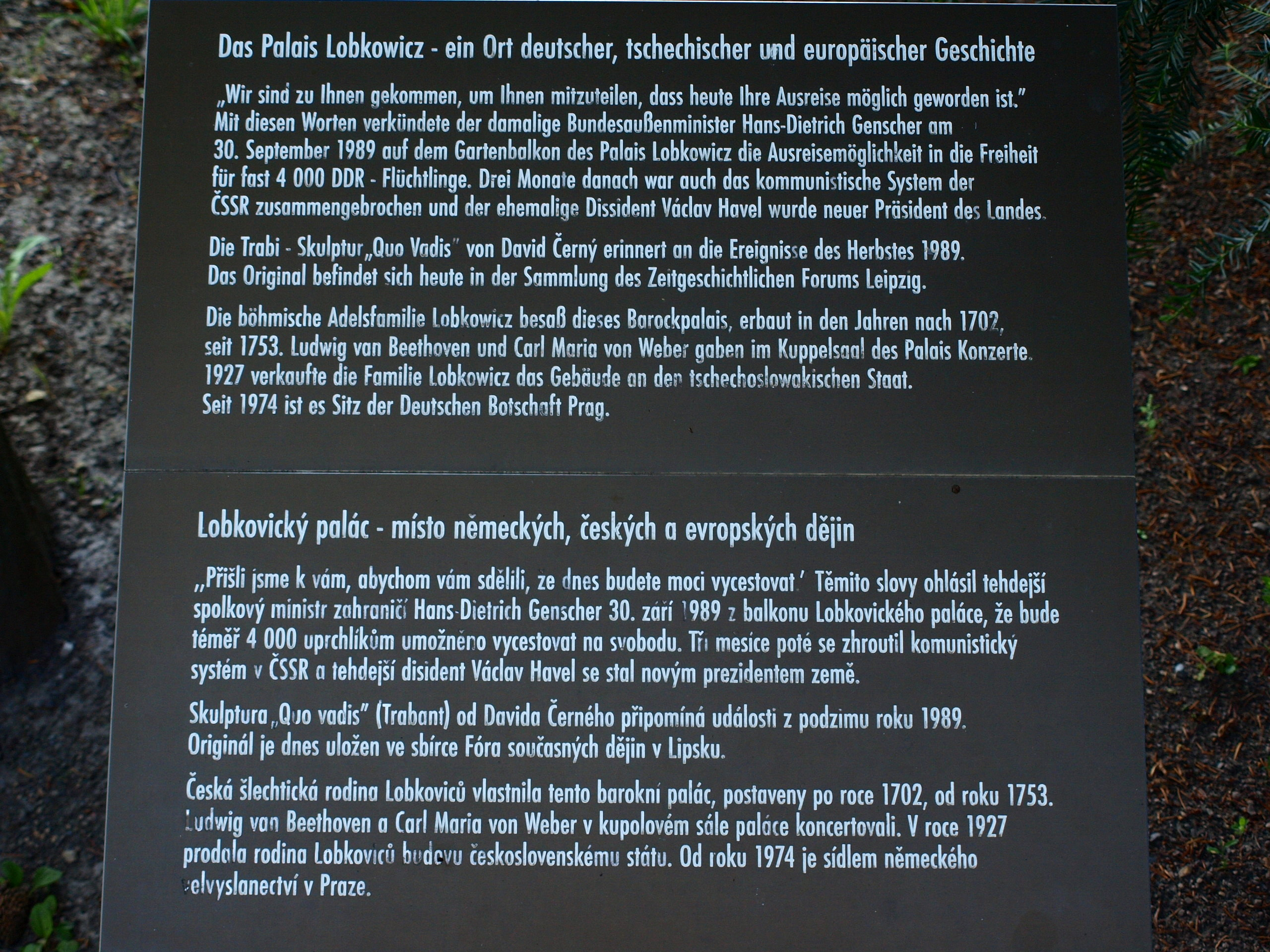
Table commémorant le discours du ministre fédéral des Affaires étrangères, Hans-Dietrich Genscher de 1989.

En 1989, des dizaines de milliers de citoyens de la République démocratique allemande sont arrivés à Prague. Ils ont décidé de se porter candidat pour voyager librement en Allemagne de l'Ouest, et se sont réfugiés dans l'ambassade d'Allemagne de l'Ouest. Ils ont été logés dans des tentes dans le jardin de l'ambassade. Le 30 septembre 1989, le ministre fédéral des Affaires étrangères Hans-Dietrich Genscher a dit aux réfugiés qu'ils seraient autorisés à se rendre à l'Ouest en toute liberté.
Ces événements de 1989 sont rappelés par la sculpture « Quo vadis » (Trabant) de David Černý, dont l’original est conservé dans la collection du Forum de l’histoire contemporaine de Leipzig.

## Galerie

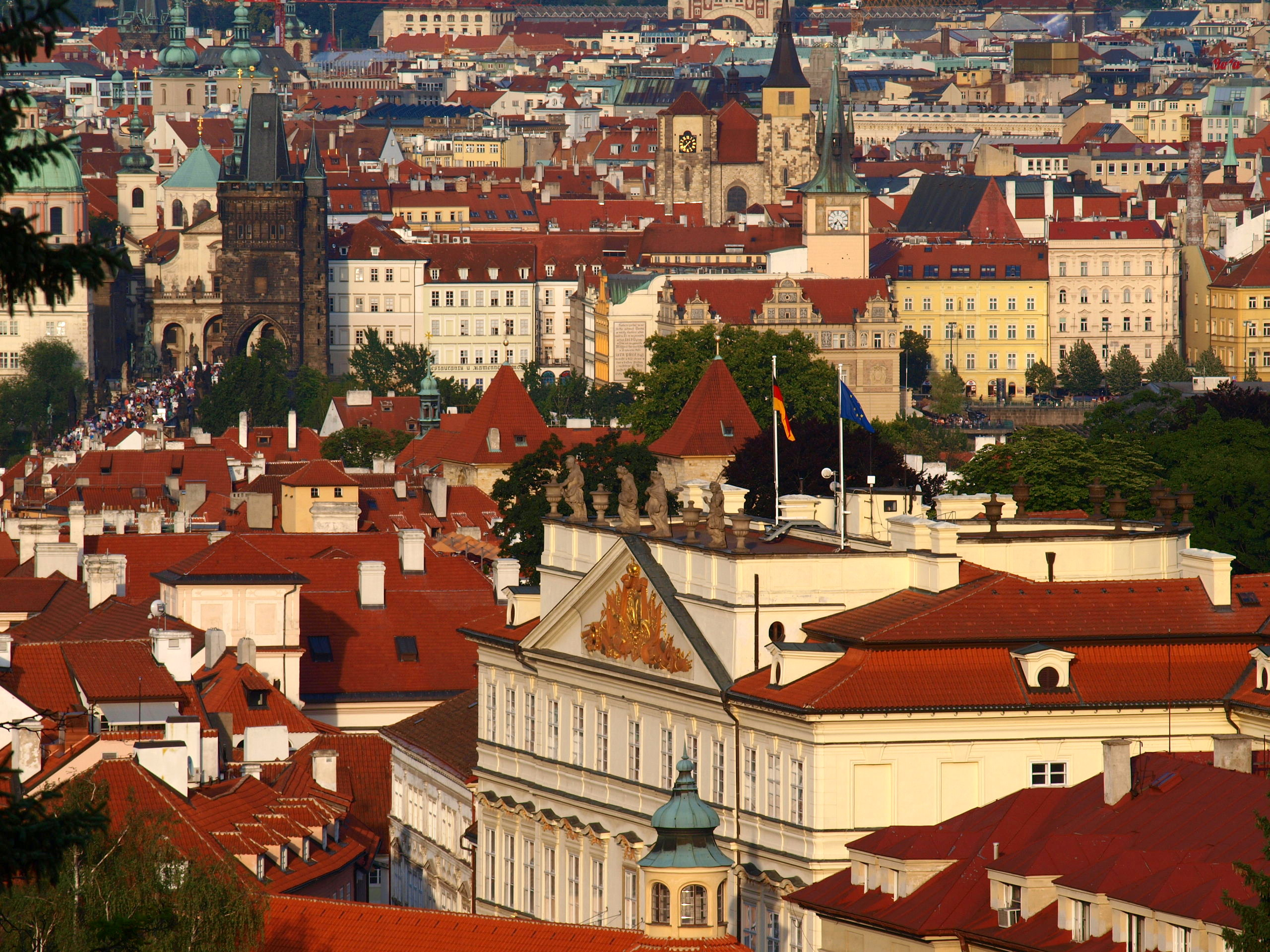
Le palais vu de Mala Strana
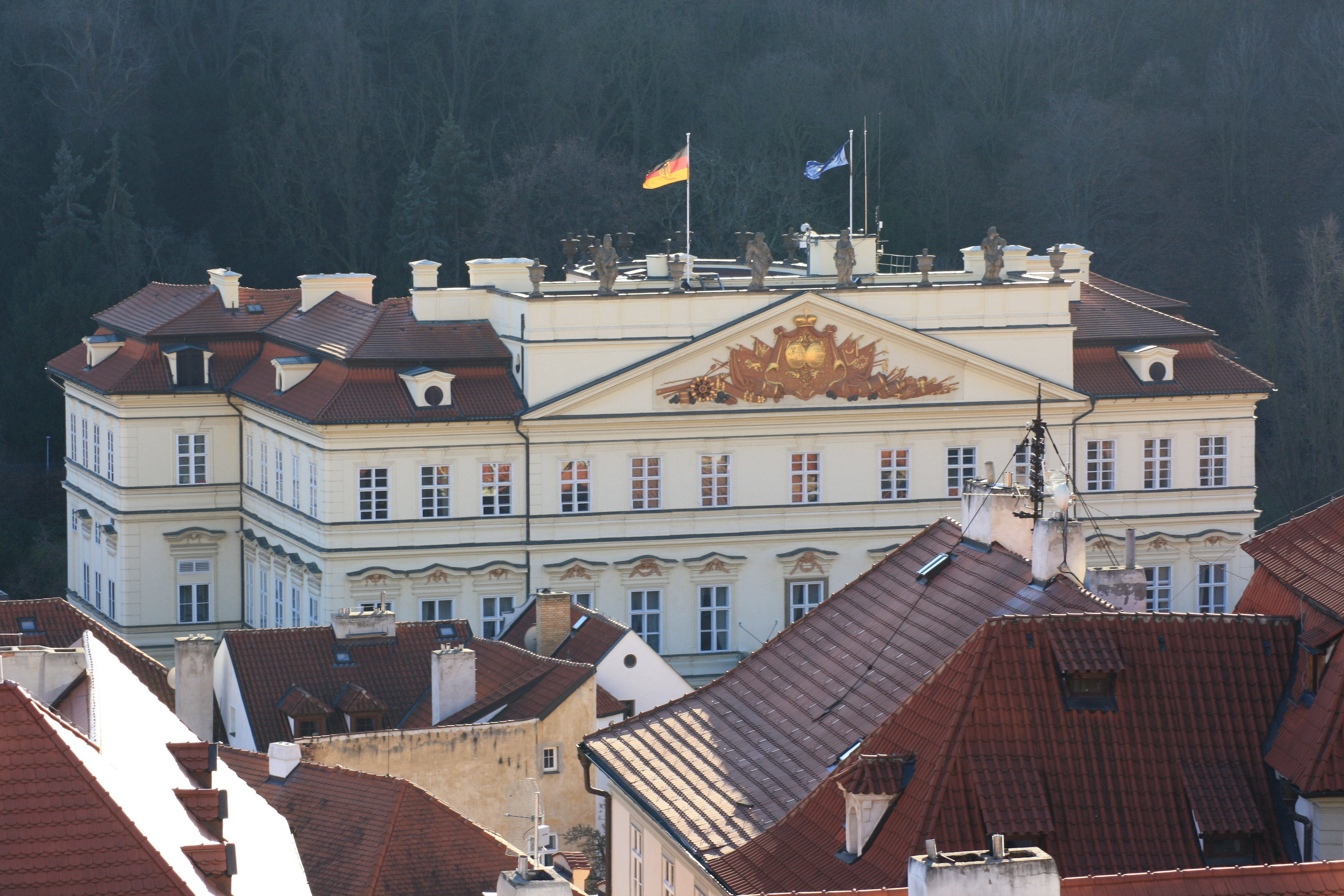
Vue depuis le Château de Prague
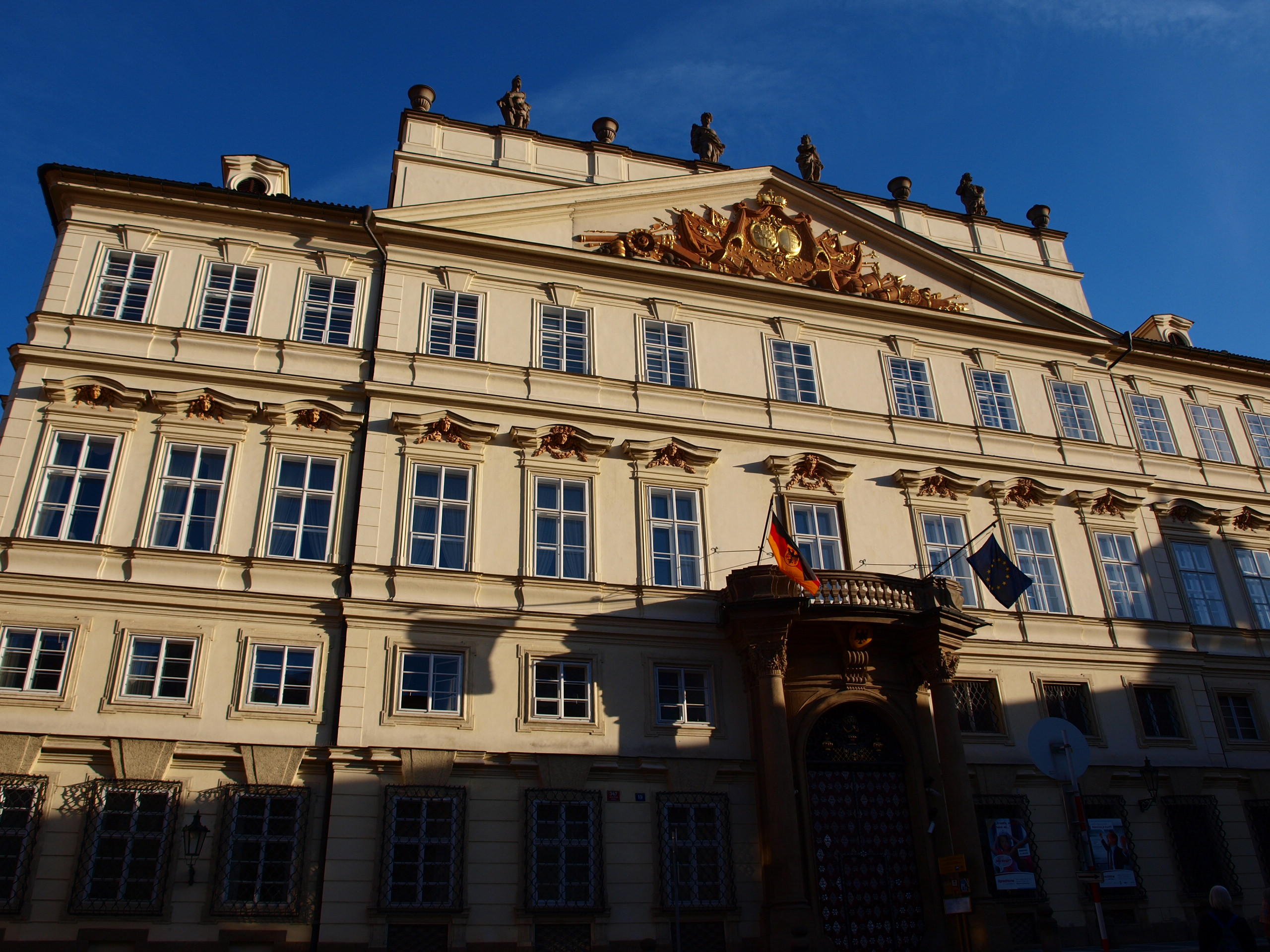
La façade principale, rue Vlašská
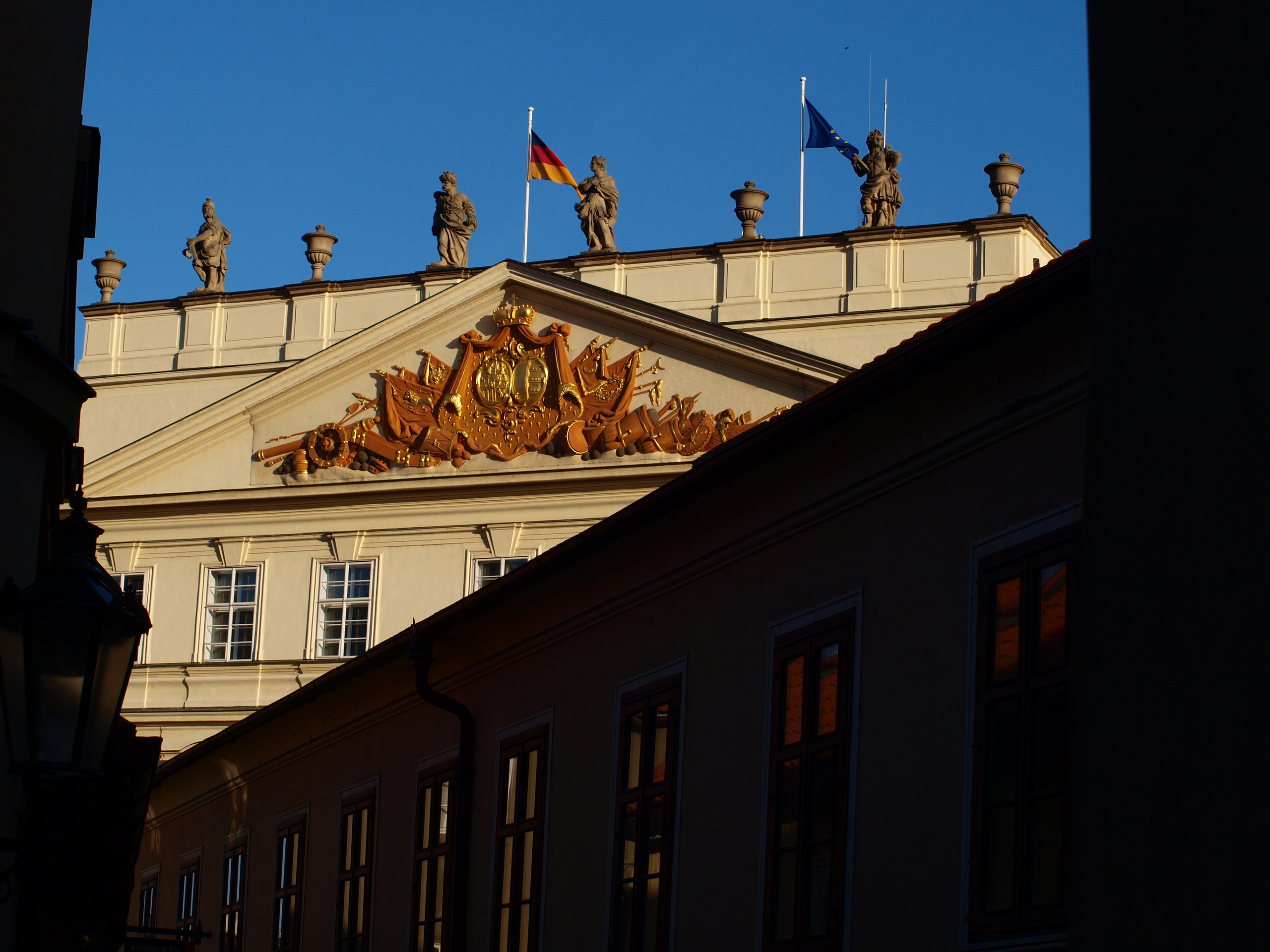
Vue de la rue Šporkova
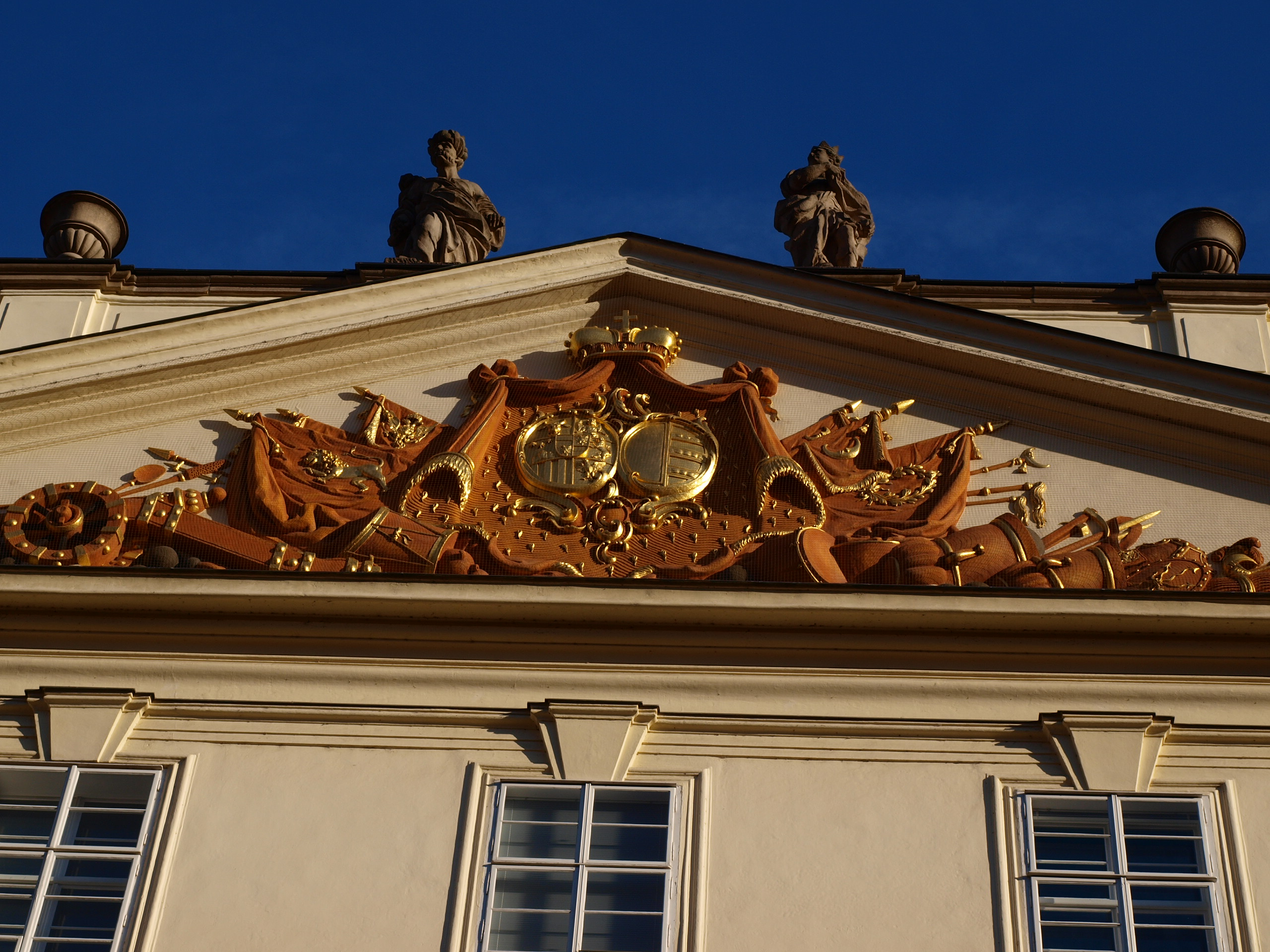
Fronton, portant le blason des Lobkowicz
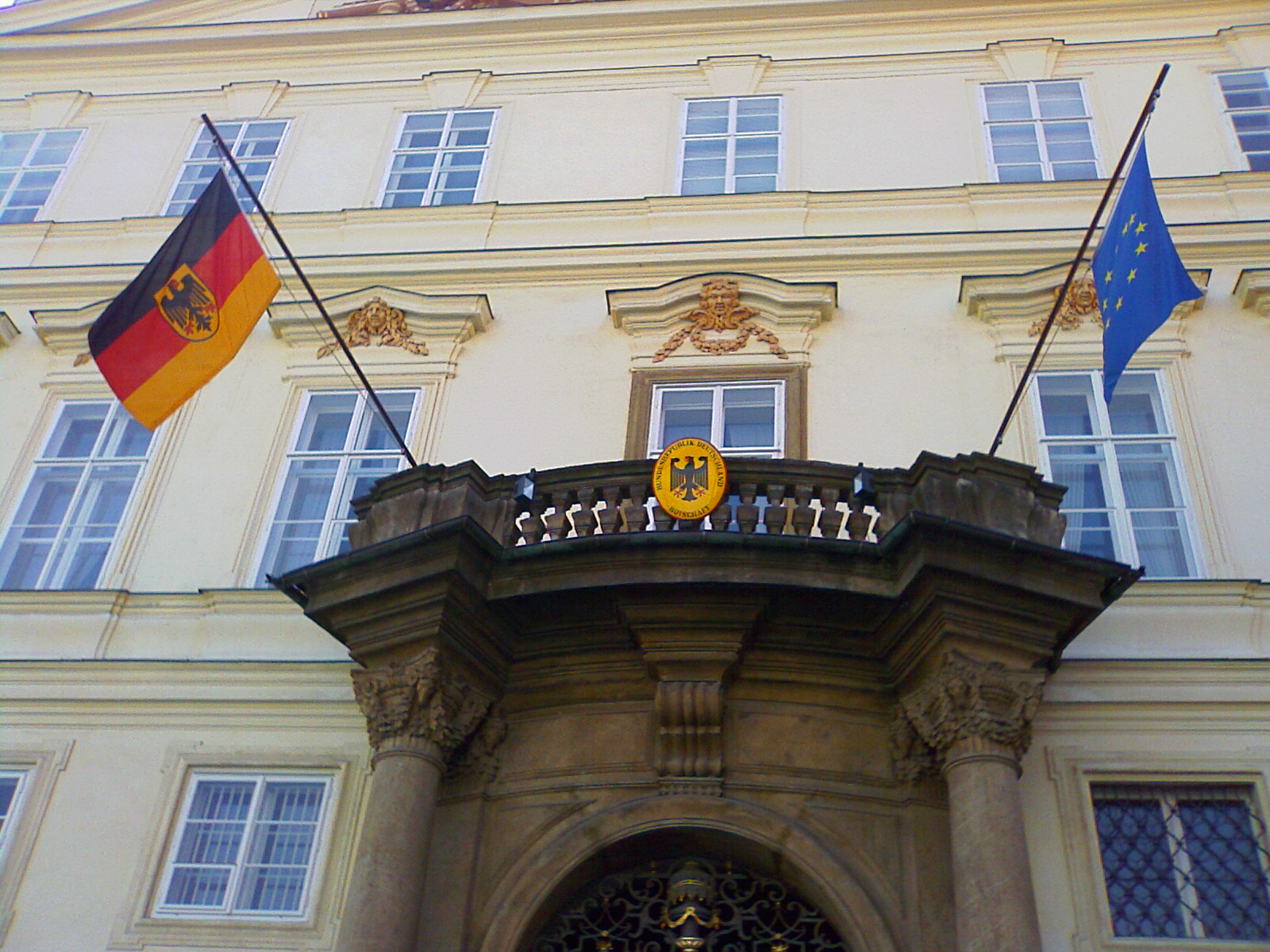
Balcon du palais, drapeaux de l'Allemagne et de l'Union européenne
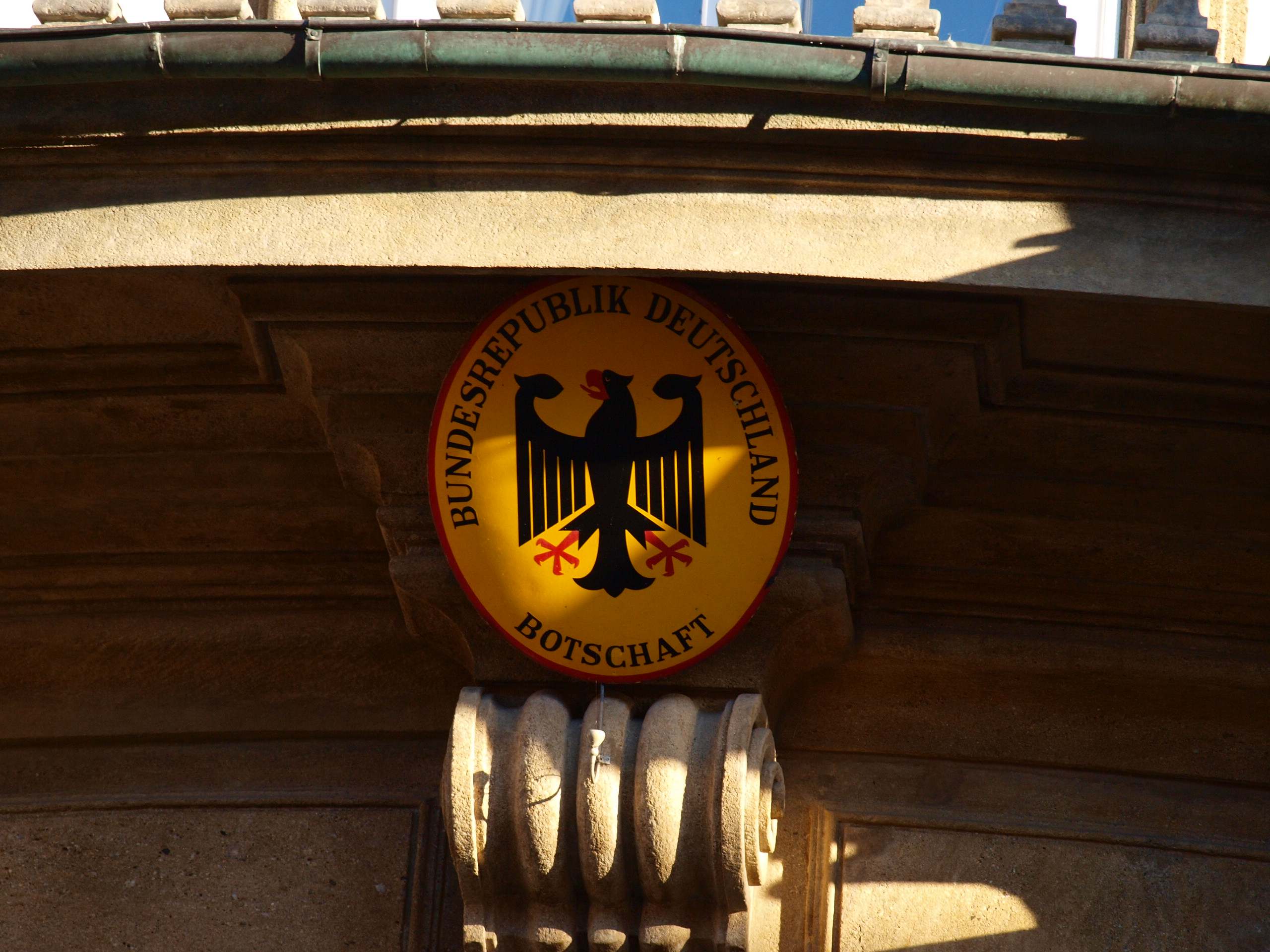
Armoiries d'Allemagne
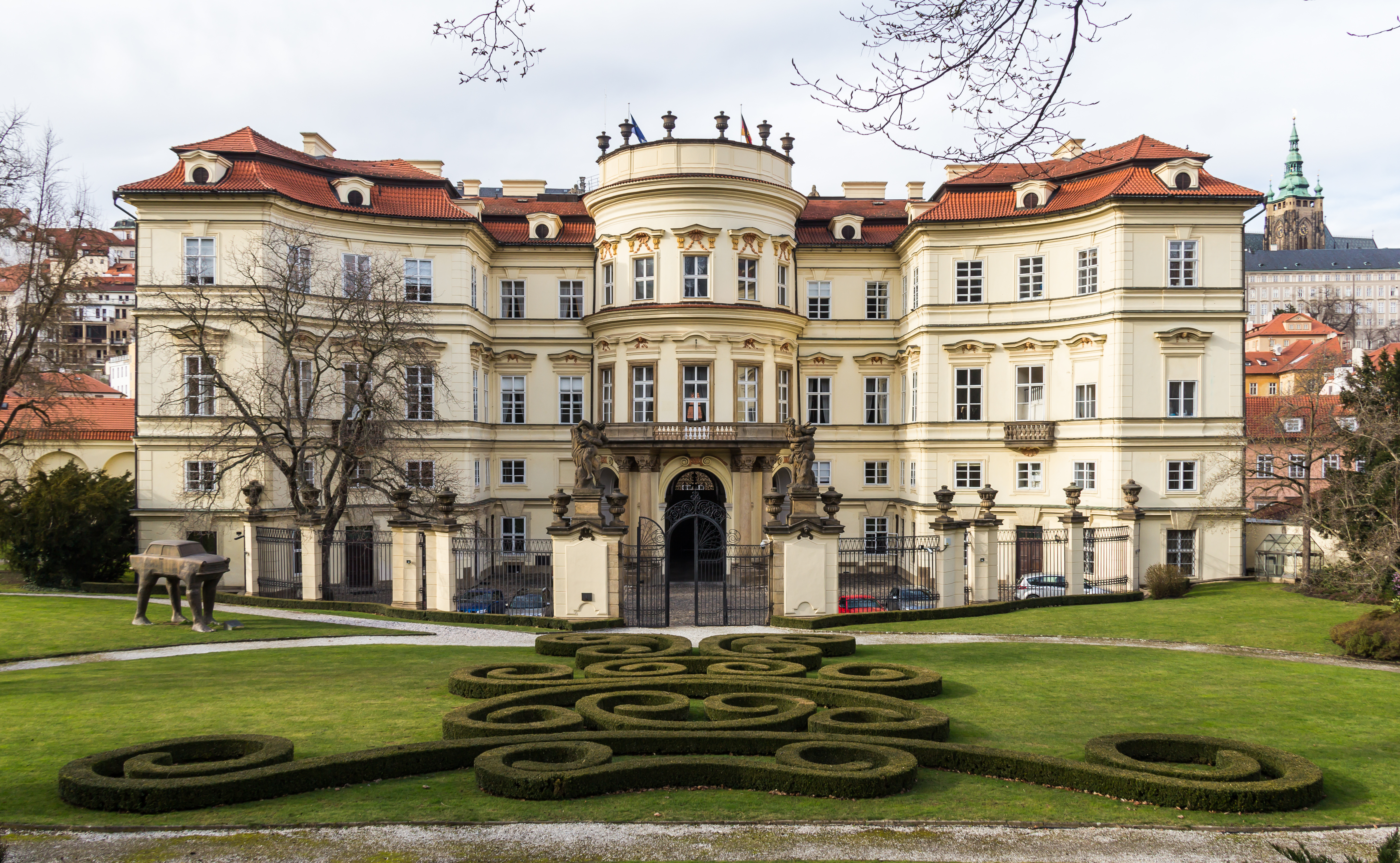
Façade arrière avec jardin.
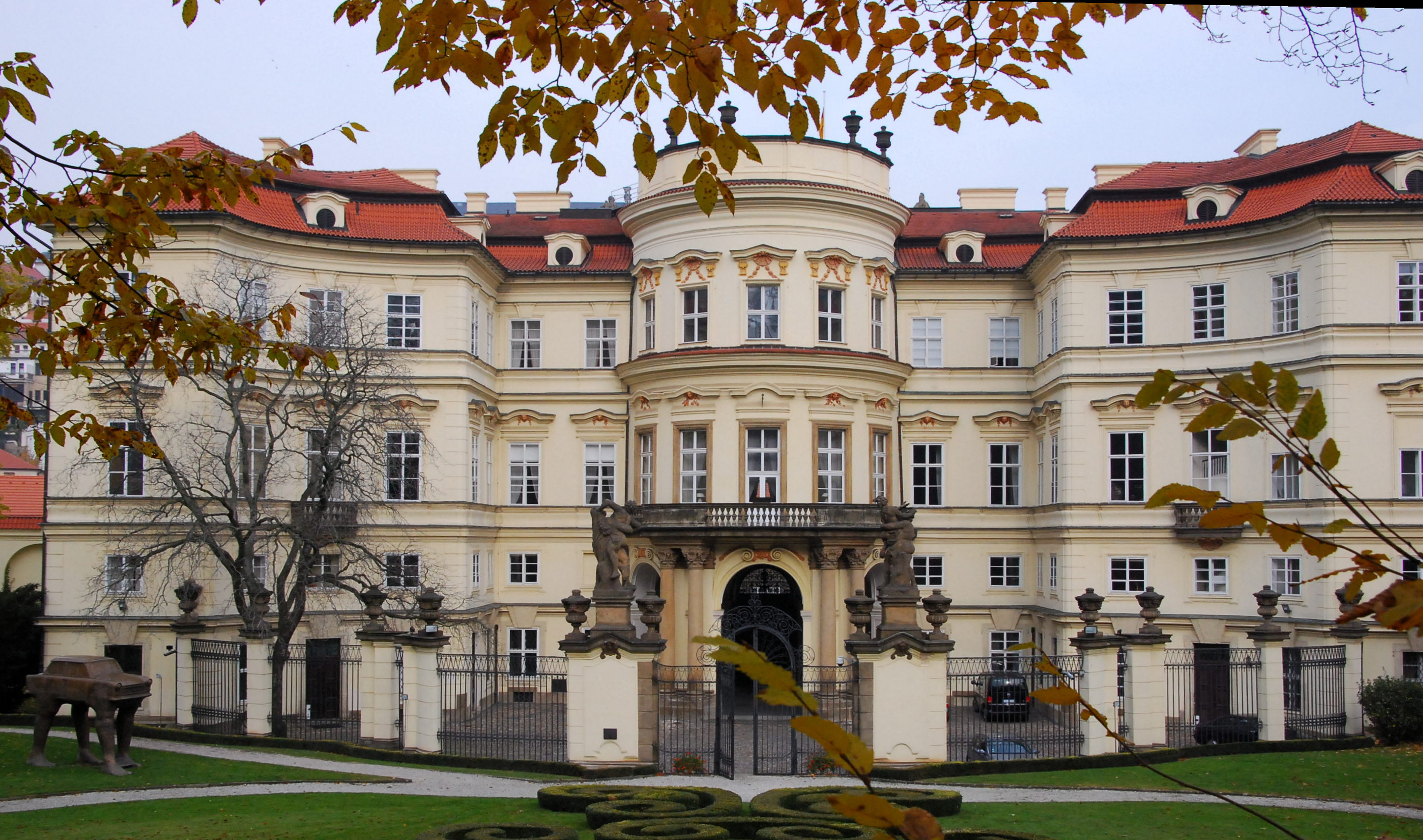
Façade sur jardin[pozn. 1]  1. ↑  Lubomir Porizka, J. Pesek, Z. Hojda, Les Palais de Prague, Paris, éditions Mengès, 1994, 216 p. (ISBN 2-8562-0356-6), p. 108-111 2. ↑  Přednášky Velké osobnosti barokního umění v Praze, dr. Černý, VŠUP, zimní semestr 1997/1998. Dostupné online.
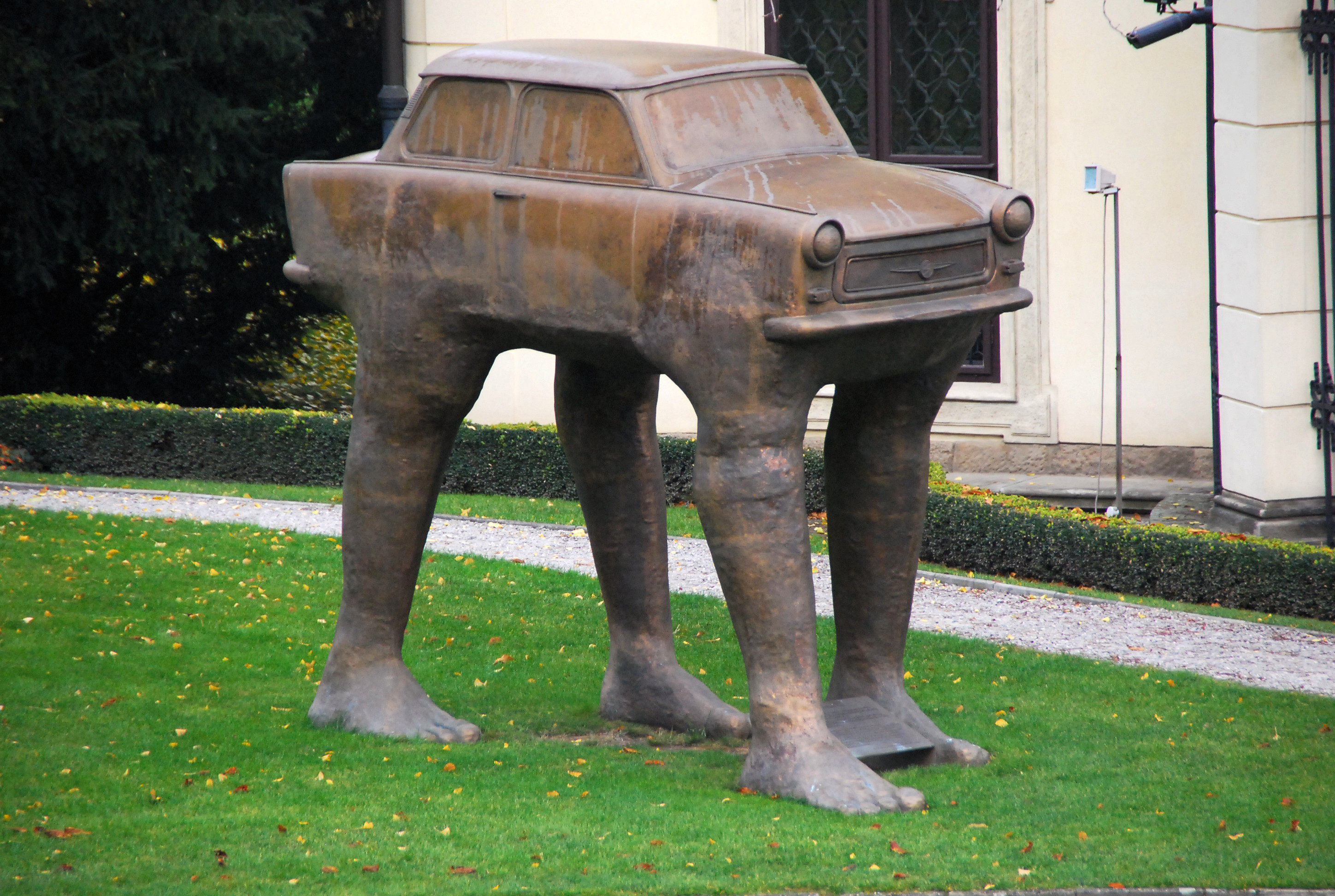
Le trabant noir (ou Quo Vadis, de David Černý) rappelle les événements de 1989